# Сен-Жан-де-Ливе
Сен-Жан-де-Ливе́ (фр. Saint-Jean-de-Livet) — коммуна во Франции, находится в регионе Нижняя Нормандия. Департамент коммуны — Кальвадос. Входит в состав кантона Лизьё 3-й кантон. Округ коммуны — Лизьё.
Код INSEE коммуны — 14595.

## Население
Население коммуны на 2010 год составляло 200 человек.
| 1962 | 1968 | 1975 | 1982 | 1990 | 1999 | 2010 |
| ---- | ---- | ---- | ---- | ---- | ---- | ---- |
| 139  | 96   | 108  | 215  | 231  | 233  | 200  |

## Экономика
В 2010 году среди 135 человек трудоспособного возраста (15—64 лет) 97 были экономически активными, 38 — неактивными (показатель активности — 71,9 %, в 1999 году было 74,1 %). Из 97 активных жителей работали 90 человек (46 мужчин и 44 женщины), безработных было 7 (2 мужчин и 5 женщин). Среди 38 неактивных 5 человек были учениками или студентами, 26 — пенсионерами, 7 были неактивными по другим причинам.